# Браутигам, Рональд
Рональд Бра́утигам (Brautigam; род. 1 октября 1954, Харлеммермер) — нидерландский пианист и клавирист, видный представитель движения аутентичного исполнительства.

## Очерк биографии и творчества
Родился 1 октября 1954 года в в Харлеммермере. Закончил амстердамскую Консерваторию Свелинка (класс фортепиано Яна Вейна). Стажировался в Королевской музыкальной академии в Лондоне (у Джона Бингама) и в США (у Рудольфа Серкина). Как солист дебютировал в 1979 году с оркестром Консертгебау в Амстердаме.
Гастролирует, играя на академическом инструменте и на молоточковом фортепиано. Выступал с известными мировыми оркестрами, среди которых Консертгебау, Национальный оркестр Франции, Английский камерный оркестр, Оркестр восемнадцатого века, Оркестр века Просвещения. Участник крупных международных музыкальных фестивалей, в том числе Зальцбургского (впервые в 1992 году). 1 февраля 2005 года в Роттердаме Браутигам впервые в истории исполнил Адажио из утраченного концерта для фортепиано с оркестром (1789) Л. ван Бетховена. Взгляды Браутигама на «историческое» исполнение музыки прошлых эпох сформировались под влиянием его коллег Франса Брюггена и Тона Коопмана, в ансамбле с которыми он неоднократно выступал.

## Записи
В 2004-2016 на старинных инструментах записал (на лейбле BIS Records) полное собрание сочинений Бетховена для клавира соло (всего 15 "CD-томов", 9 из которых занимают фортепианные сонаты). Среди других аудиозаписей на старинном фортепиано — вся клавирная музыка Й. Гайдна (2008, 15 CD), все клавирные сонаты и вариации В. А. Моцарта (2006, 10 CD). Для данных записей были использованы реплики роялей Графа, Вальтера, Штайна от Пола Макналти. Среди записей Браутигама на академическом фортепиано (концертном рояле) — сонаты Р. Шумана (1991), Камерная музыка № 2 П. Хиндемита (1992), Первый концерт и две джазовые сюиты Д. Д. Шостаковича (1993), все концерты Ф. Мендельсона (2008) (на реплике рояля Вальтера от Макналти), вся музыка Бетховена для фортепиано с оркестром (2008-2010, 4 CD), все прелюдии С.В. Рахманинова (1987).

## Награды
В 1984 был удостоен Музыкальной премии Нидерландов (высшей музыкальной награды этой страны).